# 스페인-포르투갈 전쟁 (1776년~1777년)
스페인-포르투갈 전쟁은 제2차 세바요스 원정으로도 알려져 있으며, 1776년부터 1777년까지 스페인령과 포르투갈령 브라질 간의 국경을 놓고 벌어진 전쟁이다. 포르투갈의 동맹국이었던 그레이트브리튼 왕국이 미국 독립 전쟁으로 포르투갈을 지원할 수 없었기에 이 전쟁은 스페인의 승리로 끝났다.

## 포르투갈의 공격

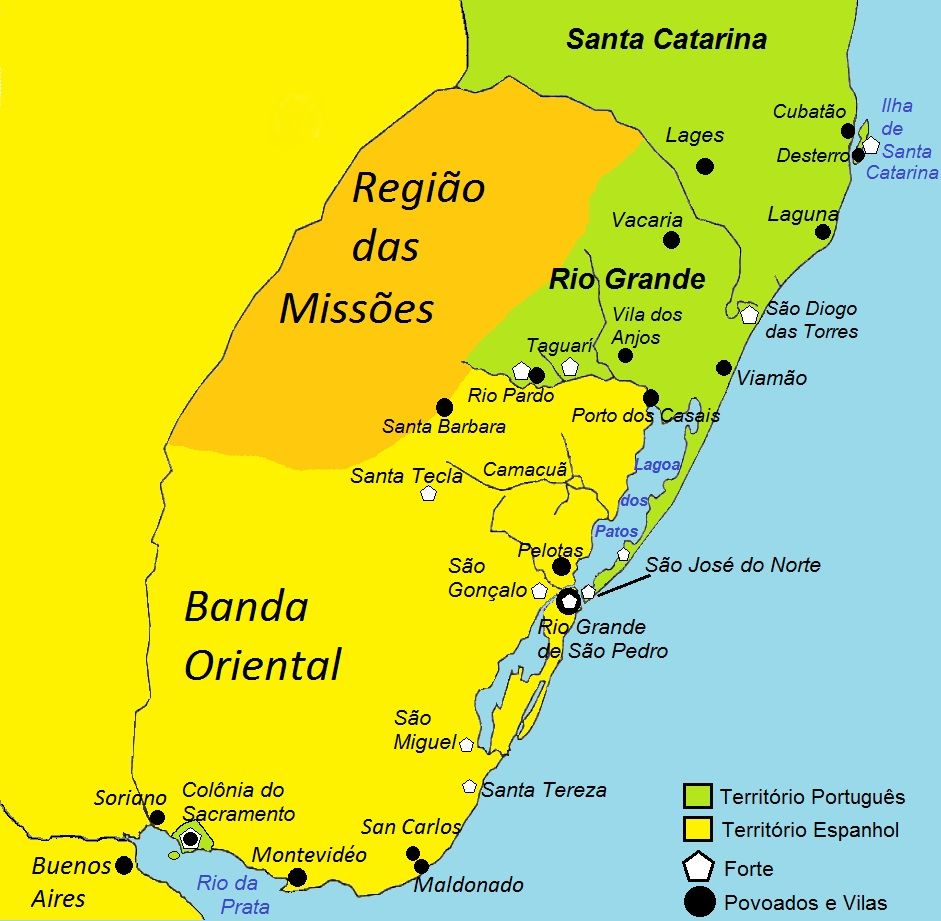
1775년 히우그란지두술 지역의 포르투갈령과 스페인령 지도.

이전의 환상 전쟁에서 스페인군은 제1차 세바요스 원정에서 콜로니아델사크라멘토, 산타 테클라, 산 미겔, 산타 테레사, 히우그란지 지 상 페드루를 점령했다. 콜로니아델사크라멘토는 파리 조약으로 포르투갈 왕국에 반환되었지만, 산타 테클라, 산 미겔, 산타 테레사, 히우그란지 지 상 페드루는 스페인 수중에 남아 있었다.
포르투갈은 1767년에 병력을 집결시키고 스페인군을 괴롭히기 시작했다. 수년 동안 포르투갈은 6,000명의 병력을 증강했는데, 이는 해당 지역의 스페인군 1,450명보다 훨씬 많은 수였다. 1776년 2월, 로버트 맥두얼과 조르지 하드캐슬이 지휘하는 두 포르투갈 함대가 히우그란지 지 상 페드루 요새 근처에 병력을 상륙시키고 스페인 요새를 포격하기 시작하면서 상황이 악화되었다. 프란시스코 하비에르 모랄레스가 지휘하는 스페인 함대는 3시간의 전투 끝에 포르투갈 함대를 격퇴했는데, 이 전투에서 스페인 함대는 6명이 전사하고 24명이 부상당했으며 포르투갈은 함선 2척을 잃었다.
그러나 포르투갈 지상군은 요새화된 진지를 향해 진격했고, 스페인 사령관 후안 호세 데 베르티스 이 살세도는 퇴각하여 전체 히우그란지 지역을 포기할 수밖에 없었다.

## 스페인의 대응
스페인 국왕 카를로스 3세의 대응은 신속했다. 포르투갈의 오랜 동맹국인 그레이트브리튼 왕국은 미국 독립 전쟁으로 완전히 바빴기 때문에 도움을 줄 것이라는 두려움은 거의 없었다.
카를로스 3세는 페드로 안토니오 데 세바요스 총독을 리오데라플라타 부왕으로 승진시키고 원정대의 지휘권을 부여했다. 세바요스는 이미 제1차 세바요스 원정 (1762~1763년)에서 군사력을 조직하고 지휘하는 능력을 입증한 바 있었는데, 당시 그는 콜로니아델사크라멘토를 점령하고 평화 협정으로 점령했던 대부분의 영토가 반환되기 전에 포르투갈 영토 깊숙이 진격했었다.
세바요스는 스페인에 있었고 카디스에서 직접 원정대를 조직했다. 그는 9,000명의 병력과 6척의 전함(포데로소 70 함포, 산티아고 라 아메리카 64, 산 다마소 70, 셉텐트리온 64, 모나르카 68, 산 호세 70), 6척의 프리깃, 여러 척의 소형함과 100척의 수송선을 마음대로 쓸 수 있었다. 함대 사령관은 카사 틸리 후작 프란시스코 하비에르 에베라르도 틸리 이 가르시아 데 파레데스였다. 함대는 11월 20일 카디스를 떠나 1777년 2월 18일 남아메리카에 도착했으며 도중에 여러 포르투갈 함선을 나포했다.
그곳에서 그들은 훨씬 작아서 탈출할 수 있었던 로버트 맥두얼의 포르투갈 함대와 마주쳤다. 세바요스는 2월 23일에 산타 카타리나 섬을 북부 기지로 삼기로 결정했다. 포르투갈군은 막강한 스페인 함대가 병력을 상륙시키는 것을 보자 한 발도 쏘지 않고 본토로 도망쳤다. 3월 20일, 세바요스는 두 번째 목표인 히우그란지 지 상 페드루를 향해 항해했지만, 함대는 폭풍으로 흩어져 몬테비데오로 돌아와야 했다.그곳에서 그는 병력을 분할하고 모든 포병을 이끌고 콜로니아 데 사크라멘토로 항해하여 5월 23일 포르투갈군을 포위했다. 도시는 6월 3일에 항복했다. 나머지 함대는 여전히 위협으로 여겨지는 맥두얼 함대를 확인하기 위해 파견되었다. 실제로 함대는 홀로 있는 산 아구스틴을 기습하여 나포하고 배 이름을 산토 아고스티뉴로 변경했다. 배를 나포하는 데 중요한 역할을 한 새로운 함장은 포르투갈군에서 복무하던 영국인 아서 필립이었는데, 그는 나중에 포트잭슨만 (시드니)을 설립했다.사크라멘토를 점령한 후, 세바요스는 히우그란지 지 상 페드루를 향해 진격하여 산타 테레사에서 후안 호세 베르티스의 병력과 합류했지만, 평화 협상이 시작되어 돌아오라는 명령을 받았다.

## 평화
1777년 2월 24일, 주제 1세 국왕이 사망하고 그의 딸이자 후계자인 마리아 1세는 폼발을 해임하고 10월 1일 스페인과 제1차 산일데폰소 조약을 체결했다.
스페인은 산타 카타리나 섬을 포르투갈에 반환하고 히우그란지 지 상 페드루를 포르투갈 영토로 인정했지만, 포르투갈이 1680년에 설립한 전략적으로 중요한 라플라타 강의 항구 도시 콜로니아델사크라멘토를 반다 오리엔탈 (우루과이)의 나머지 지역과 함께 유지했고, 미시오네스 오리엔탈레스도 유지했다. 그 대가로 스페인은 토르데시야스 조약에서 설정된 경계선보다 브라질의 포르투갈 영토가 서쪽으로 훨씬 더 확장되었음을 인정했다.
1778년 3월 11일에 체결된 파르도 조약에서 스페인은 스페인령 기니 (적도 기니)를 획득했는데, 이 지역은 1778년부터 1810년까지 부에노스아이레스에서 통치되었으며 1968년까지 스페인이 보유했다.

## 여파
이 전쟁의 결과 중 하나는 1778년 프랑스 왕국가 참전하고 1779년 스페인이 참전하면서 미국 독립 전쟁이 세계적인 전쟁이 되었을 때 포르투갈이 중립을 유지했다는 점이다. 포르투갈은 그레이트브리튼 왕국과 조약으로 묶여 있었지만, 스페인에 대한 영국의 지원 부족에 실망하여 포르투갈은 전쟁에 직접 참전하지 않았다. 대신 포르투갈은 1781년 제1차 무장 중립 동맹에 가입하여 중립 선박에서 영국이 화물을 압류하는 것에 저항했다.

## 같이 보기
- 미국 독립 전쟁